# هوش مصنوعی (فیلم)
ای. آی. هوش مصنوعی (به انگلیسی: A.I. Artificial Intelligence) فیلمی سینمایی آمریکایی در ژانر علمی تخیلی به نویسندگی و کارگردانی استیون اسپیلبرگ است که در سال ۲۰۰۱ میلادی بر پردهٔ سینماها رفت. تصمیم برای ساخت فیلمی بدین مضمون، آخرین پروژهٔ استنلی کوبریک، کارگردان مطرح سینما قبل از وفات بود که وی کارگردانی این پروژه را از آنجایی که معتقد بود موضوع آن به افکار و فلسفهٔ کارگردانیِ اسپیلبرگ نزدیک‌تر است، به وی پیشنهاد کرده بود و به علت مرگ کوبریک قبل از شروع فیلمبرداری، اسپیلبرگ خود را وقف اتمام این پروژه نمود. هالی جوئل آزمنت، جود لا، فرانسیس اوکانر، برندن گلیسون و ویلیام هرت در این فیلم نقش‌آفرینی کرده‌اند و رابین ویلیامز، بن کینگزلی، مریل استریپ و کریس راک به صداپیشگی پرداخته اند. فیلم، اقتباس از داستان کوتاهی اثر برایان آلدیس است و همچنین اشارات زیادی به داستان مشهور پینوکیو دارد.
هوش مصنوعی برندهٔ پنج جایزهٔ ساترن شامل بهترین فیلم علمی-تخیلی، و در هفتاد و چهارمین دوره جوایز اسکار نامزد دو جایزه، شامل جایزهٔ اسکار بهترین جلوه‌های ویژه و بهترین موسیقی متن فیلم شد.

## داستان فیلم
فیلم با توضیحاتی از زمان آینده آغاز می‌شود: در روزگاری که یخ‌های قطبی در اثر گازهای گلخانه‌ای ذوب شده‌اند و جهان شاهد بی‌نظمی‌های آب و هوایی است؛ شهرهای ساحلی نظیر آمستردام، ونیز و نیویورک برای همیشه زیر آب رفته و در کشورهای فقیر صدها میلیون انسان از گرسنگی جان سپرده‌اند. به دنبال آن در فرزندآوری، طبق قانون محدودیت وجود دارد و انسان‌ها به ساخت ربات‌ها روی آورده‌اند.
سکانس‌های ابتدایی حامل ارتباطِ معنایی مشخص بین یکدیگر هستند: در آغاز دانشمندی را می‌بینیم که از ساخت یک رباتِ بچه حرف می‌زند که بتواند عشق بورزد – به گونهٔ عشق فرزند به پدر و مادرش – و جای خالی یک فرزند را پر کند. حال، کات به زن و شوهری که پسرشان در بستر بیماری و در بیمارستان به‌سر می‌برد. واضح است رباتی که آن دانشمند صحبتش را می‌کرد، وارد زندگی این زوج می‌شود؛ رباتی به شکل پسربچه‌ای زیبا و با نام دیوید که مرد آن را به خانه می‌آورد. حالا در میزانسن‌های اسپیلبرگ رابطهٔ دیوید و مادر (مونیکا) به خوبی شکل می‌گیرد و در واقع از همان ابتدا بذر رابطهٔ این دو کاشته می‌شود؛ رابطه‌ای که اساساً در پیرنگ نقش کلیدی دارد و تمام اتفاقات تحت‌الشعاع آن است و مسیر فیلم نیز با همین رابطهٔ مادر و فرزندی خاتمه می‌یابد.